# Йохан Лудвиг Бах
Йохан Лудвиг Бах (на немски: Johann Ludwig Bach, der „Meininger Bach“; * 4 февруари/ 14 февруари 1677 в Тал при Айзенах; погребан 1 май 1731 в Майнинген) е немски композитор от фамилията Бах.
Той е син на Якоб Бах (1655 – 1718), който е органист и кантор. Йохан Лудвиг е женен за Сузана Мария Бах, родена Руст, и има два сина, Самуел Антон (1710 – 1781) и Готлиб Фридрих (1714 – 1785), които са органисти и пастел-художници в Майнинген. Техните наследници живеят и днес. Той е далечен роднина с Йохан Себастиан Бах (1685 – 1750) и е много почитан от него като композитор.
От 1711 г. Йохан Лудвиг Бах е дворцов капелмайстор в Майнинген. От него са запазени две меси и 24 кантати.